# Фудзівара но Кінто
Фудзівара но Кінто (966 — 4 лютого 1041) — середньовічний японський державний, поет, письменник, визначний літературний теоретик періоду Хейан.

## Життєпис
Походив з аристократичного роду Північних Фудзівара, гілки клану Фудзівара. Син Фудзівара но Йорітада, кампаку, і принцеси Генсі. Народився 966 року. Здобув освіту в приватній школі Фудзівара кангаку-ін. Завдяки домінуванню його роду в державі, з 977 року його батько фактично став першою особою в Японії, Фудзівара но Кінто зробив швидку кар'єру. 980 року невдовзі після проведення церемонії повноліття (генпуку) отримав посаду дзідзю в Палаті прислуги, старший п'ятий ранг і право носити одяг фіолетового забороненого кольору. Вже 983 року призначено кокусі провінції Санукі (за нього керував фактично заступник), і заступником (тюдзьо) Лівої внутрішньої палацової гвардії (са-кон'ефу). 984 року йому передано під управління важливу провінцію Оварі, 985 року надано старший четвертий ранг.
В подальшому поєднував керування провінціями (Ійо у 986 році, Бідзен — 990 року, Омі — 993 року) та просування державними щаблями — 989 року призначається головою імператорського секретаріату (куродо-гасіра), 992 року — санґі, 995 року — очільником Лівої середньої палацової гвардії (у-хйоефу) і когогусіки (управління палацу імператриці Фудзівара но Тейко). Підвищенням сприяло також те, що Кінто став фаворитом імператора Ітідзьо, що посів трон 986 року.
996 року стає головою Правої зовнішньої палацової гвардії та очільником кебіісі (поліційно-судового управління), що набуло значної ваги. Все це сприяло посиленню позицій самого та Північних Фудзівара загалом, які міцно продовжували контролювати усю політичну владу в Японії. 998 року Фудзівара но Кінто очолює іншу важливу структуру — імператорську інспекцію Кагеюсі. Наступного (999 року) його надано молодший третій ранг.
1001 року призначено середнім державним радником, а наприкінці того ж року призначеного управляючим палацом імператриці-матері Фудзівара но Дзюнсі, що доводилася сестрою Кінто. Водночас отримує старший третій ранг, а 1005 року — молодший другий ранг. 1009 року стає старшим державним радником. 1012 року досяг старшого другого рангу.
1021 року отримує посаду адзеті (імператорського імпектора) провінції Муцу. 1024 року йде у відставку з усіх посад, а 1026 року стає буддистським ченцем. В останні роки суцільно присвятив літературній діяльності, збирав друзів та поетів в своєму маєтку, де читалися вірші та трактати. Помер 1041 року.

## Творчість
Складав вірші китайською і японською мовами. Його поетична манера відрізнялася дотриманням традицій, об'єктивністю зображення і ліризмом. 15 його віршів було вміщено до поетичної антології «Сюі вака-сю» («Збірка японських пісень, що не ввійшли до попередніх антології»), яку близько 1005 року ймовірно склав імператор Кадзан.
У 977—986 роках склав збірку «Сін вака-сю», куди увійшло більше 600 віршів кансі і вака. 996—999 роках склав поетичну збірку «Сюі-сьо» («Витяги з віршів, які не увійшли до попередніх антологій»), в 1013 року — поетичну антологію «Вакан роейсю» («Збірка японських і китайських віршів для декламації» з 25 японських поем), яка протягом тривалого часу була навчальним посібником для японських поетів. В доробку Фудзіварано Кінто присутнє укладання збірки «Сандзюроккасен» («Зібрання пісень 36 [безсмертних поетів]»), «Вакан роей-сю».
Свій науковий трактат «Сінсей-дзуйно» («Сутність поезії. Керівництво тепер складене») присвятив японській поезії вака, де зауважував, що вірші повинні мати душу (кокоро), бути глибокими, водночас чистими й зрозумілими. При цьому зауважував, що без йодзьо не існує поезії. Йодзьо є важким для перекладу терміном, що десь приблизно означає емоційний підтекст (відгук); те, що йде за почуттями; за Кінто — переповненість серця (амарі-но кокоро). Також Кінто впровадив термін «суґата» — «вигляд», тобто те, як «звучить» вірш.
Крім того, є автором визначного обрядової збірки «Бокудзансьо» («Нариси у Північної гори»), де детально розписано придворні церемонії, обряди, звички, бенкети, одяг знаті, міністрів та інших державних службовців.

## Родина
Старший син — Фудзівара но Садайорі — став відомим поетом і каліграфом.